# Ouémé (folyó)
A Ouémé, másnéven Weme folyó Nyugat-Afrikában, Benin legnagyobb folyója (az egy szakaszon az országot érintő határfolyó Nigert nem számítva).
Benin északi részén, az Atakora-hegységben ered, majd déli irányban keresztülfolyik az országon egy szakaszon nemzetközi határt képezve Benin és Nigéria között, végül a Guineai-öbölbe ömlik. A folyó a torkolatánál keresztülhalad a Nokoué-tavon és a Porto Novo lagúnával közösen nagy mocsárvidéket alkot.
Hossza 510 km, vízgyűjtő területe megközelítőleg 50000  km², legnagyobb vízhozama 1175 m³/s, esése átlagosan 0,9 m/km, a felső folyásánál 20 m/km. A víz hőmérséklete évszaktól függően 26–32 °C között változik. A folyó partjait esőerdők szegélyezik. Az esős évszakban hajózható, de a sok zuhatag ezt megnehezíti. Legnagyobb mellékfolyói az Okpara, az Alpouro és a Zou.

## Fordítás
Ez a szócikk részben vagy egészben  az   Ouémé (Fluss) című német Wikipédia-szócikk fordításán alapul.  Az eredeti cikk szerkesztőit annak laptörténete sorolja fel. Ez a jelzés csupán a megfogalmazás eredetét és a szerzői jogokat jelzi, nem szolgál a cikkben szereplő információk forrásmegjelöléseként.